# 한화오션
한화오션 주식회사(Hanwha Ocean)는 대한민국의 조선 해양 회사이다.

## 연혁

### 전회사
- 1973년 ~ 1978년 (대한조선공사)

1973년 10월 11일 대한조선공사 옥포 조선소로 새롭게 출범하였다.
- 1978년 ~ 2000년 (대우그룹)

1978년 9월 26일 대우조선공업주식회사가 설립되었다. 1993년 선박수주 세계 1위를 달성하고, 대한민국 최초로 전투잠수함을 건조했다. 1994년 10월 6일 대우중공업에 합병되었다. 대우그룹이 해체되면서 2000년 대우중공업은 대우조선공업, 대우종합기계, 두산인프라코어(현 HD현대인프라코어), 청산법인 대우중공업으로 나뉘었다.

### 현회사
- 2000년 ~ 현재 한화오션 (구) 대우조선해양

독립된 대우조선공업은 2001년 워크아웃을 졸업했으며, 같은 해 LNG선 수주 세계 1위를 달성하였다. 2002년 현재의 상호로 변경하였다. 2005년 세계 최초로 LNG-RV를 건조 인도하였다. 2006년 수주 100억달러 돌파하였으며 2012년에는 전세계 조선소 최초로 해양플랜트 부문 연간 수주액 100억 달러를 돌파하였다.
최대 주주인 한국산업은행은 회사를 매각하는 것으로 결정했다. 2008년 10월부터 매각 입찰이 실시되었으며, 대우조선해양 인수전은 포스코-GS 컨소시엄이 결렬되면서 포스코가 입찰 자격을 잃어 한화, 현대중공업의 2파전으로 벌어졌으며, 결국 한화가 우선협상자로 선정되었다. 그러나 한화의 자금조달 부진 및 한국산업은행과의 의견차이로 인해 대우조선해양 인수가 난항을 겪으면서 결국 2009년 1월 22일, 결렬되었다. 산업은행은 이에 따라 분할매각도 검토하고 있다고 밝혔다.
2009년 풍력 사업 전문 기업인 드윈드(DeWind) 사를 인수하였다. 2010년 기존 고부가 중심 조선 사업과 모듈라 중심 해양/플랜트 사업, 신재생 에너지 사업 영역을 기반으로 2020년 세계 최고의 종합 중공업 그룹으로 발돋움한다는 VISION 2020을 발표하였다.
2015년 수조원대의 천문학적 적자를 기록하며 채권단 자율 협약 상태에 들어갔다. 한국산업은행 등 채권단은 4조원대 긴급자금 수혈을 결정하였으며, 회사는 FLC, 본사 사옥 매각 등을 골자로 한 자구계획안을 발표하였다.
2016년 들어서서도 3분기 연속 적자를 기록했고, 이에 따라 연내 지원조직 분사 등을 통해 회사 전체 직원 수를 연말까지 10,000명 이하 수준으로 낮추겠다고 밝혔다. 10월 말에 10년차 이상 직원들을 대상으로 희망퇴직 신청을 접수해 1,000명 가량을 감축했다. 12월에는 5년차 이상의 직원들을 대상으로도 희망퇴직을 실시했다.
대우조선해양의 대주주인 산업은행의 이동걸 회장이 기자간담회에서 만기 연장을 비롯한 대우조선의 채무 재조정 가능성을 시사했다. 2017년 2월까지 수주실적이 없어 4월 만기되는 회사채 4,400억 원으로 인한 '4월 위기설'이 거론됐다. 앙골라 국영 석유회사인 소난골이 발주한 드릴십 2척이 인도가 연기되는 악재도 뒤따랐다. 연초 미국의 LNG 회사와 부유식 액화천연가스 저장 재기화 설비(LNG-FSRU) 7척에 대한 투자의향서(LOI)를 체결했지만, 본 계약이 이루어지지 않아 수주는 여전히 없었다. 유동성 개선을 위해 마곡부지, 웰리브 등의 자산 매각을 추진하기로 했다.

#### 대우조선해양 분식회계 논란
더불어민주당 홍익표 의원은 2015년 10월 22일 청와대 서별관회의에 제출한 대우조선 관련 문건을 입수해 2016년 7월 4일 공개했다. 문건에는 “대우조선에 5조 원 이상의 부실이 현실화돼 사실 관계 규명을 위해 감리가 필요하다는 문제를 제기했다. 금융감독원이 그간 자발적 소명 기회를 부여했으나 회사(대우조선)는 소명 자료 제출에 소극적”이라고 적혀 있었다. 분식회계 의혹이 있음에도 정부는 회의 일주일 뒤 대우조선의 최대주주인 한국산업은행은 4조 2,000억 원 규모의 자금 지원 내용을 담은 ‘대우조선 정상화 방안’을 발표했다.
안진회계법인은 2010년부터 2015년까지 대우조선해양의 외부감사인을 맡았다. 안진회계법인은 매년 감사의견을 ‘적정'으로 내놓다가 대우조선해양의 회계 사기 의혹이 불거지자 지난 3월 영업손실 5조 5,000억원을 누락하는 등 착오가 있었다며 재무제표를 수정해야 한다고 밝혔다. 이에 검찰 부패범죄특별수사단은 10월 28일 대우조선해양의 분식회계 정황을 발견하고도 문제를 제기하지 않고 '적정' 외부감사 의견을 내준 혐의(공인회계사법 위반 등)로 딜로이트안진회계법인의 배모 전 이사에게 구속영장을 청구했다고 밝혔다.
이 사건의 여파로 안진회계법인은 영업정지 1년 징계(1년 동안 상장사 전체와 비상장 금융회사에 대한 신규 감사 정지)를 받았다. 안진회계법인은 전체 매출에서 회계감사 비중이 36%로 가장 높고, 경영자문(34%)과 세무자문(29%)이 그 뒤를 받치고 있기 때문에 타격이 클 것으로 분석되었다.
2023년 5월 23일 대우조선해양은 역사속으로 사라지고, 한화오션으로 출범했다.

## 주요 생산품

### 상선

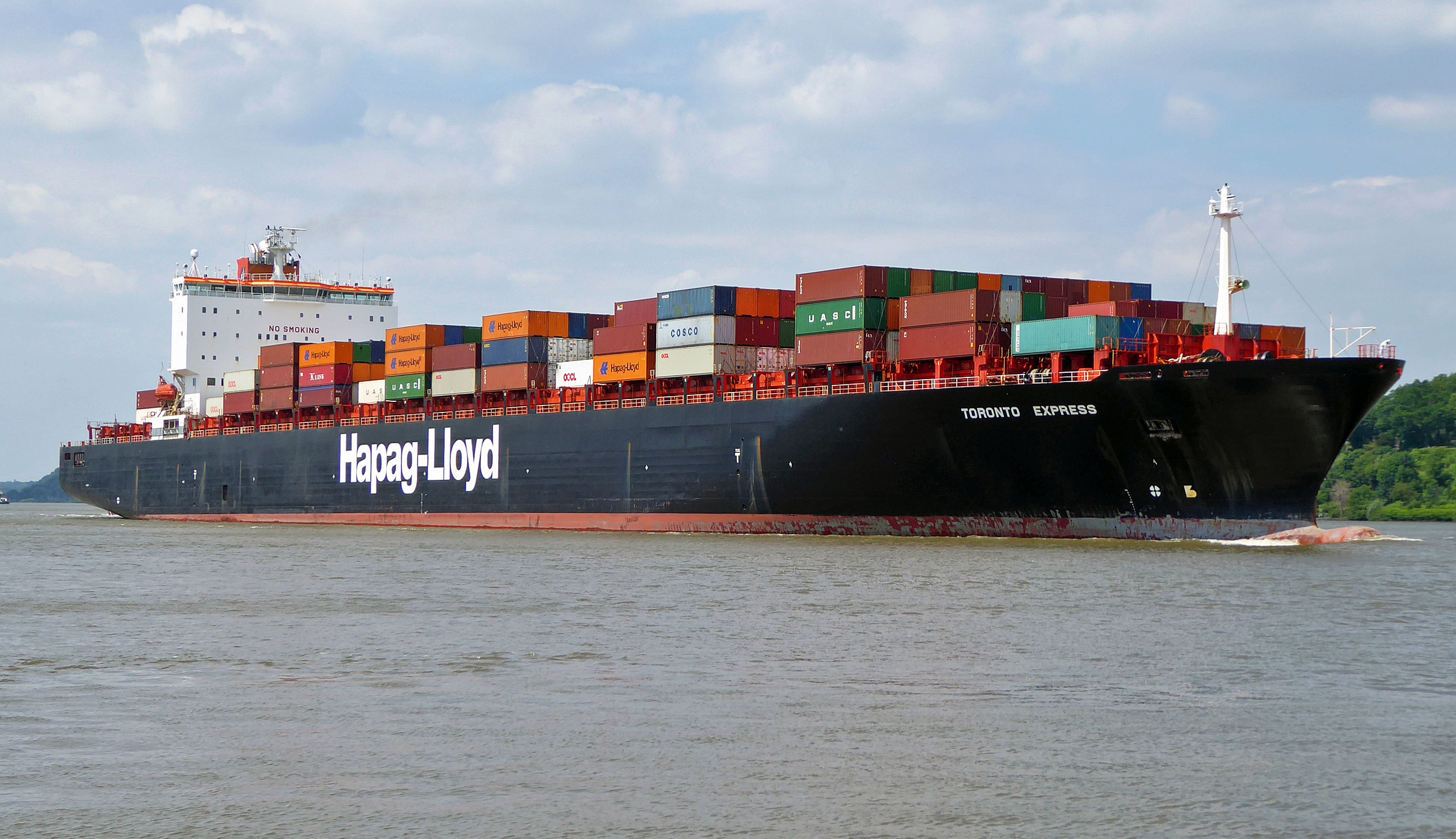
컨테이너선 토론토 익스프레스, 2022년

- 유조선
- 컨테이너선
- 살물선
- 광탄운반선
- LNG선
- LPG선
- 자동차운반선
- 화학제품운반선
- 정유운반선
- 여객선

### 플랜트
- 해상 원유 및 천연가스 개발용 고정식 플랫폼
- 시추선(RIG)
- FPSO/FPU
- 화학 플랜트
- 해수 처리 플랜트
- 발전 설비 등 육상 플랜트
- 하역 설비 등 산업 설비
- 강교, 철골 등 철 구조물

### 특수선

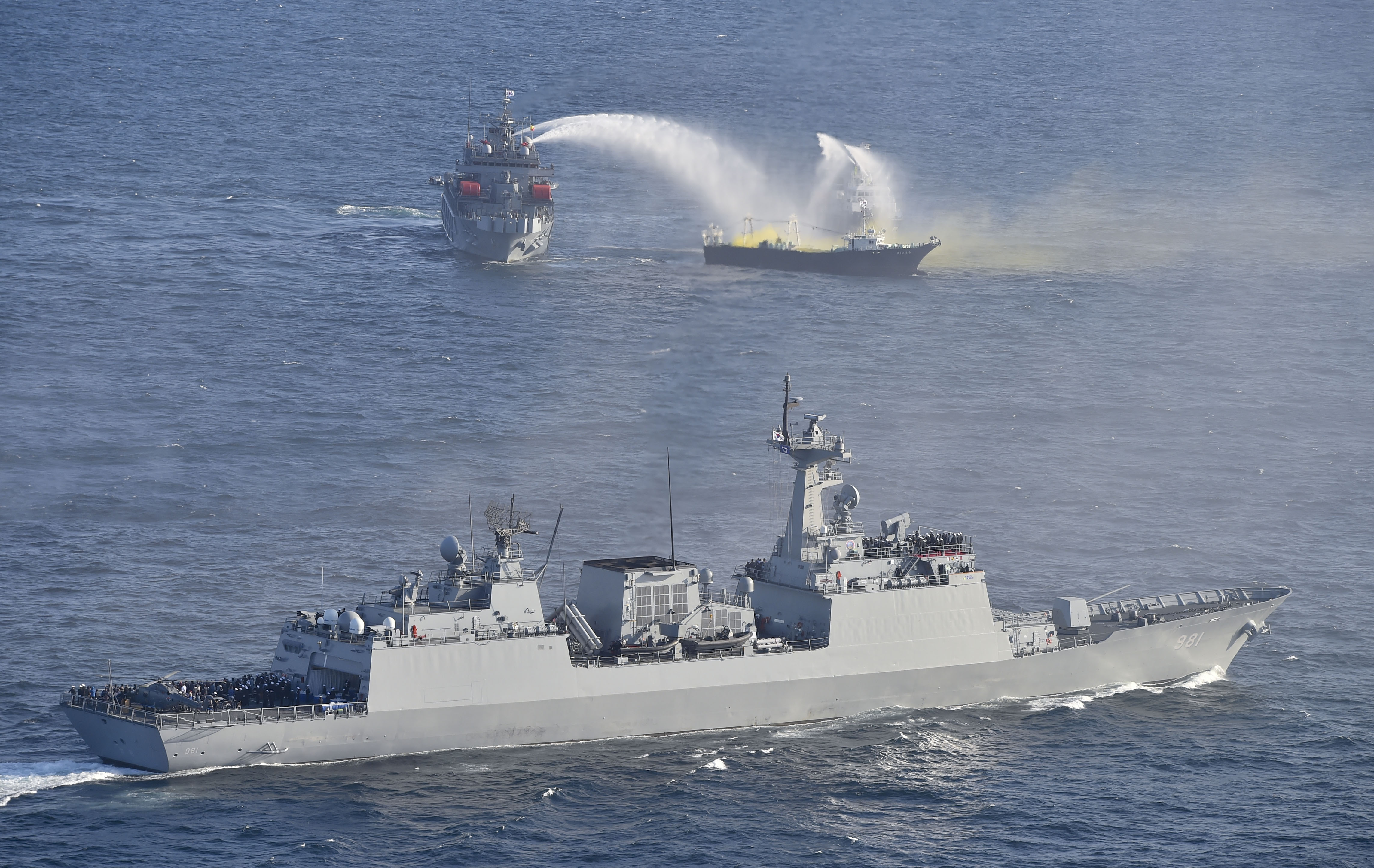
재난구조훈련을 참관하는 최영함

- 잠수함
- 구축함
- 초계함
- 호위함
- 잠수함 구난함
- 심해 잠수정(AUV) 및 기타 함정
- 상륙함
- 병원함
- 미사일 고속함

## 자회사
- 한화오션디지털 (구.DSME정보시스템)
- 한화오션산동법인 (구. 산동유한공사(선박/해양블록 제작, 중국))
- 한화오션에코텍 (구. 삼우중공업(선박 프로펠러 제작, 광양))

## 해외지사
- PT DSME Indonesia(해양플랜트 엔지니어링, 자카르타)
- DSME Offshore Engineering(해양플렌트 엔지니어링, 휴스턴)
- 이외에 런던, 그리스, 동경, 루안다, 싱가폴, 아부다비, 오슬로 등에 지사가 있다.

## 성과
2021년, 이탈리아 엔지니어링 업체인 사이펨과 함께 브라질의 최대 에너지 기업인 페트로브라스로부터 FPSO(부유식 원유 생산저장하역 설비)를 수주했다. 계약 규모는 약 2조 6,000억원으로 이중 대우조선해양의 계약금액은 약 1조 948억원(42%)이다. 추가로 카타르 NOC로부터 고정식 원유생산설비를 수주하면서 8년 만에 두 번 이상의 해양플랜트를 수주하였다.

## 같이 보기
- 거제시